# Argenteohyla siemersi
Argenteohyla siemersi é uma espécie de anfíbio anuro da família Hylidae. É a única espécie do género Argenteohyla. Está presente na Argentina, Paraguai e Uruguai.